# Bedburg-Hau
Bedburg-Hau är en kommun i Kreis Kleve i Regierungsbezirk Düsseldorf i förbundslandet Nordrhein-Westfalen i Tyskland.